# Tylko Bóg wybacza
Tylko Bóg wybacza (tytuł oryg. Only God Forgives) − film kryminalny z 2013 roku, powstały jako koprodukcja pięciu państw: Danii, Francji, Tajlandii, Stanów Zjednoczonych i Szwecji. Obraz na podstawie własnego scenariusza wyreżyserował duński filmowiec Nicolas Winding Refn. W rolach głównych wystąpili Ryan Gosling, Kristin Scott Thomas i Vithaya Pansringarm. Projekt otrzymał nominację do Złotej Palmy podczas 66. Międzynarodowego Festiwalu Filmowego w Cannes, został też uhonorowany na festiwalu w Sydney.

## Obsada
- Ryan Gosling − Julian
- Kristin Scott Thomas − Crystal
- Vithaya Pansringarm − Chang
- Ratha Phongam − Mai
- Gordon Brown − Gordon
- Tom Burke − Billy